# Kase.O
Javier Ibarra Ramos (Zaragoza, 1 de marzo de 1980), más conocido por su nombre artístico Kase.O, es un rapero, compositor y productor español, miembro del grupo de rap español Violadores del Verso junto a los también raperos SHO-HAI y Lírico, y el DJ R de Rumba.
Es considerado habitualmente como uno de los raperos más conocidos de habla castellana por la comunidady los medios.Lleva activo desde 1993 hasta la actualidad, siendo un ícono y referente del rap en español.
Kase.O a lo largo de su carrera, llegó a lanzar hasta siete álbumes de estudio con Violadores del Verso desde 1998 hasta 2006.
Luego, en 2011, lanzó en solitario Kase.O Jazz Magnetism, un disco en que fusiona hip hop y jazz, remasterizando algunos éxitos del zaragozano y creando otros nuevos en conjunto con la banda Jazz Magnetism. En 2015, lanzó «Previo», un adelanto a su LP que saldría el próximo año. En 2016, sacaría lo que fue su mayor éxito individual, «El Círculo», nominado en múltiples ocasiones entre ellas los Grammy Latino,suponiendo una revelación para el rap y ganador del disco de oro,premio recibido anteriormente con Violadores del Verso.
Kase.O fue colocado en el puesto número dos en la lista de los «50 grandes raperos en la historia del rap en español», publicada por la revista estadounidense Rolling Stone.

## Biografía
Creció en el barrio de La Jota, una zona emblemática de la capital aragonesa, donde pasó su infancia y realizó sus estudios. Su hermano mayor, Sergio Ibarra, conocido como Brutal, fue una figura clave en sus primeros pasos en el rap. Brutal formaba parte del grupo Gangsta Squad, uno de los colectivos más destacados del hip hop zaragozano en los años 90.

## Carrera musical

### Comienzos

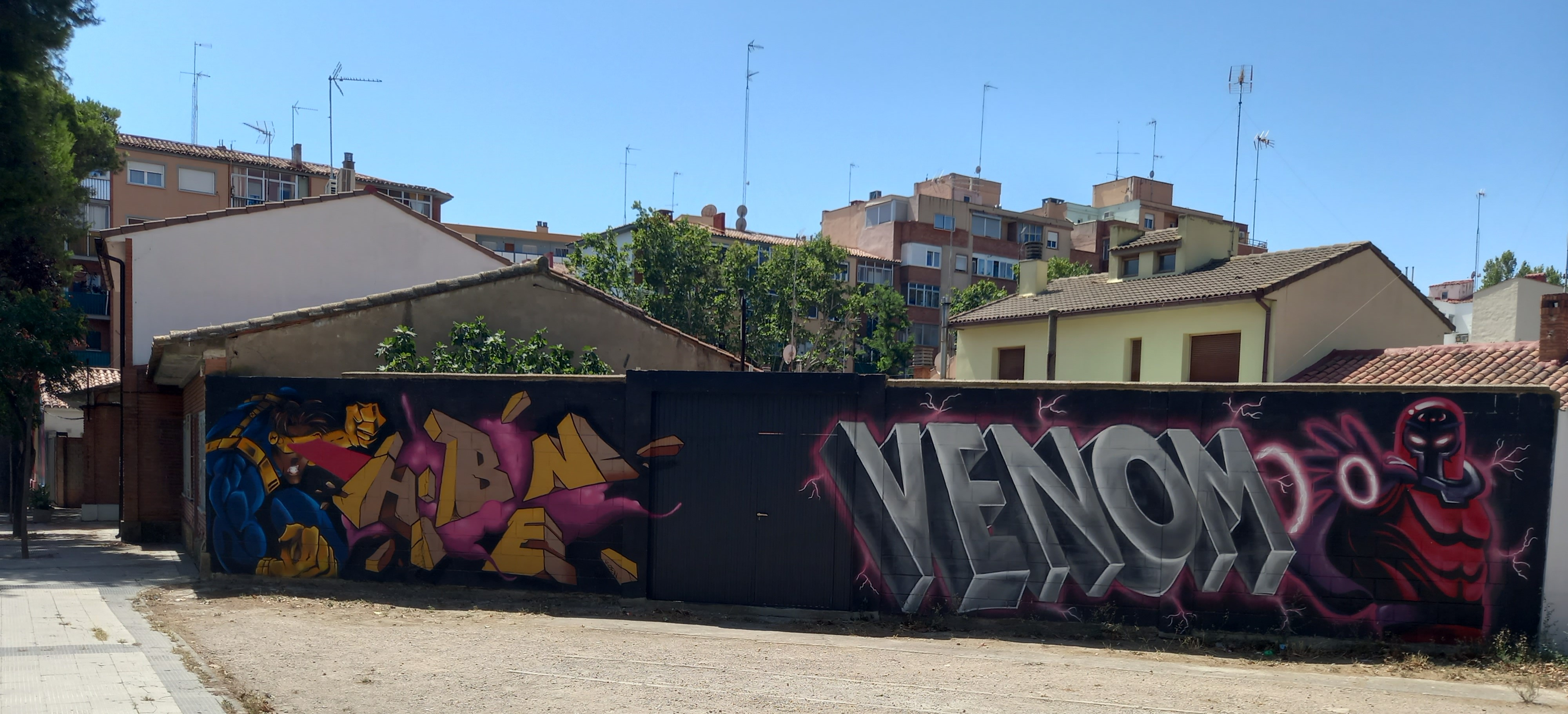
Mural en La Jota, barrio de Kase.O

Kase.O se inició en el mundo del rap influenciado por su hermano mayor Brutal, que formaba parte del grupo Gangsta Squad.  Así, con 13 años, lanzó su primera maqueta en cinta de casete, Rompecabezas, que llamaría la atención de sus coetáneos en Zaragoza. Dos años después, publicó su segunda referencia, Dos Rombos, que incluía Soy de Aragón, uno de los temas por el que más le reconocerían no sólo en Zaragoza sino en el panorama del Hip-Hop en España. De esta fecha, y en trabajos propios, de Gangsta Squad y de Bufank, ya se apreciaban diversas colaboraciones con Sho-Hai, Lírico y R de Rumba, con los que acabaría formando el grupo Violadores del Verso.

### Etapa con Violadores del Verso
Violadores del Verso (también conocido como Doble V), fue el grupo en el que Kase-O alcanzó la madurez como MC y la fama internacional. En 1998, lanzaron su primer EP homónimo, "Violadores del Verso", marcando el inicio de su carrera profesional. Ese mismo año, publicaron el maxisencillo "Mierda", protagonizado por Kase.O y R de Rumba, que incluía el polémico tema "Mierda", concluyendo un conocido enfrentamiento lírico con el rapero Metro, parte del grupo Geronación.
Su primer álbum de estudio, "Genios" (1999), consolidó su presencia en la escena del hip hop español. El disco destacó por la colaboración con el rapero estadounidense Jeru The Damaja en el tema "Solo queda el consuelo". El sencillo "Máximo exponente" fue acompañado por su primer videoclip oficial.
En 2001, bajo el nombre Doble V, publicaron el maxisencillo "Atrás" y el álbum "Vicios y virtudes", este último considerado un hito en el rap en español. Debido a problemas legales con una marca de whisky, retomaron el nombre original Violadores del Verso. 
En 2006, lanzaron "Vivir para contarlo", su tercer LP, que alcanzó el número uno en ventas en España y obtuvo el disco de oro en solo seis días, con más de 60,000 copias vendidas. Este álbum fue nominado y galardonado en la XI Edición de los Premios de la Música en la categoría de mejor álbum de hip-hop. Además, en 2007, ganaron el premio 'Best Spanish Act' en los MTV Europe Music Awards celebrados en Múnich. 
En 2011, el grupo anunció una pausa indefinida para que sus miembros se enfocaran en proyectos en solitario.

### Jazz Magnetism y disco en solitario

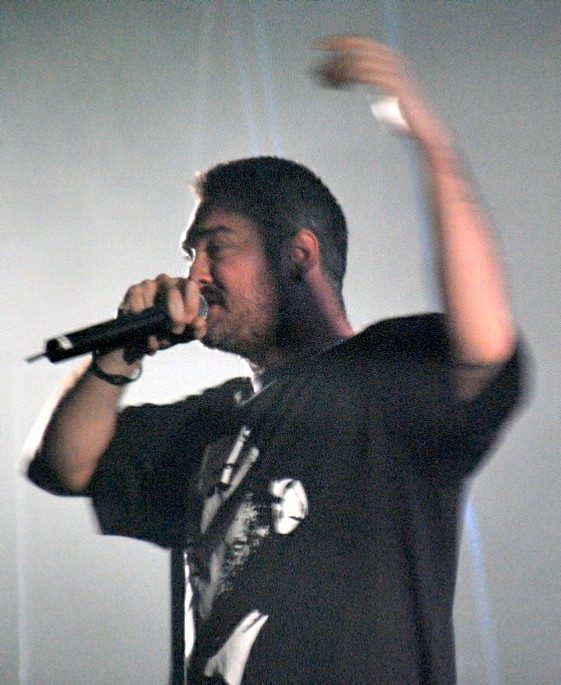
Kase O con Jazz Magnetism en 2011

En 2009, antes de ponerse a preparar su disco en solitario, Kase-O comenzó una gira con banda de Jazz que lo llevó a recorrer numerosas ciudades del país. La gran aceptación por parte del público ayudó a que la idea de materializar el proyecto se hiciera realidad años más tarde.
Al terminar la gira en 2012, Kase.O decidió dejar constancia de esta plasmando la energía y el concepto de los directos con la banda en un nuevo disco que reciclaba antiguas letras del artista incorporando instrumentales orgánicas. El disco incluye quince versiones de temas clásicos y colaboraciones que acercan su producción al jazz, con colaboraciones de R de Rumba, Kamikaze (CPV) y Jonás Santana. La grabación y mezcla del trabajo se realizó en Estudios Kikos, mientras que el masterizado corrió a cargo de Gonzalo Lasheras en Estudios Roncesva. Tanto el álbum como el grupo durante sus giras recibieron críticas positivas por diferentes medios de comunicación.
El grupo mezclaba bases propias del Jazz, con improvisaciones y aportaciones vocales de Kase-O, estando compuesto por los artistas Hugo Astudillo también conocido como "Escandaloso Xpósito" (saxo), Dani Comas (guitarra), Juan Pablo Balcazar (bajo eléctrico y contrabajo) y Dani Domínguez (batería). Iniciaron una gira durante el año 2009, con un éxito asombroso para una banda que para ese momento no tenía ningún disco propio.
Finalmente, en verano de 2015, Kase.O anunció nuevas fechas para despedir los conciertos con la banda a la par que presentaba su nuevo proyecto en solitario. Dicho proyecto tuvo como adelanto un maxisencillo de 3 temas más remixes e instrumentales llamado Previo formado por las canciones Tutorial (a.k.a. Casino), Repartiendo Arte (lanzado el 11 de septiembre de 2015),  y Hardcore Funk, con sus respectivos videoclips en caso de las dos últimas.

### El Círculo
Presentado el 15 de septiembre en el Círculo de Bellas Artes y lanzado el 23 de septiembre de 2016 a nivel mundial, Kase.O vuelve a la escena en solitario tras haber publicado su último trabajo en 2011. En este caso ‘El Círculo’ cuenta con 17 tracks, de los que ‘Repartiendo Arte’ había sido incluido en su maxisencillo del 2015 Previo, una ‘intro’, un ‘outro’ y dos interludios. De los 12 cortes restantes, Kase.O añade colaboraciones de otros artistas como Xhelazz, Shabu One, Mcklopedia, Hermano L o Najwa, así como un tema con el resto de elenco de MCs de Violadores del Verso (‘Rap superdotado’), incluso un Remix del tema ‘Viejos Ciegos’ forma parte como bonus track. Kase.O afirmó durante la rueda de prensa que ‘El círculo podría ser su último disco'.
El disco surge tras un proceso interno del artista en su estancia de cuatro años en Colombia, en el que entre otros temas, habla de la depresión que ha pasado para llegar a realizar el disco y que se puede ver latente en el track número 16 llamado Basureta (Tiempos Raros). Este track fue objeto de una acusación de plagio por parte del artista también zaragozano Rafael Lechowski y su obra Quarcissus, acusación que fue respondida con una negación rotunda por parte del artista acusado.
La producción del disco ha tenido la presencia de R de Rumba (DJ de Violadores del Verso), Gonzalo Lasheras (Luis Eduardo Aute, Iván Ferrerio o Jorge Drexler), Juez One, Crudo Means Raw, Big Hozone, Diego Lino, el arkeòlogo y el propio Kase.O, también conocido como Javato Jones. La edición corre a cargo de Rap Solo producciones.
El sencillo que abrió el disco Esto no para fue publicado el 15 de septiembre de 2016 en su cuenta oficial de YouTube, recibiendo más de 1 millón de vistas tras la primera semana. El vídeo que ilustra el tema, utiliza mezcla de texto kinético sobre imágenes histórico-bélicas, políticas y de baile turco, realizado por Joan Molins. En palabras de Kase.O el vídeo representa una fábula pseudo-mística que describe la humanidad contemporánea. La base pertenece al zaragozano, ya fallecido, Cash Flow.

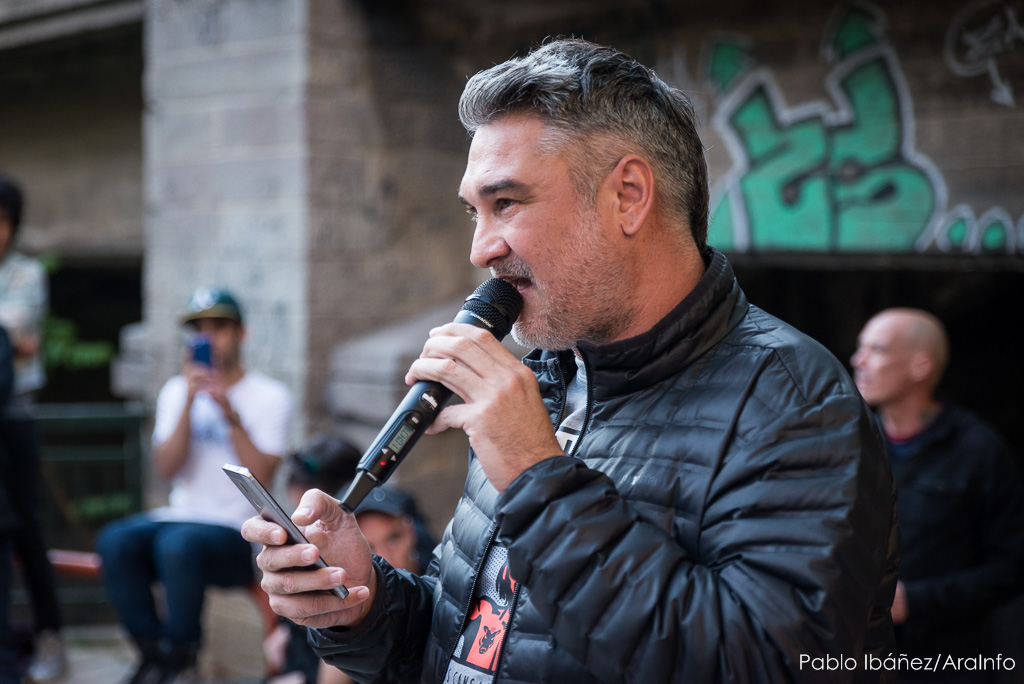
Kase O en 2018

El primer videoclip de imagen real del artista es Yemen, publicado el 6 de octubre de 2016 y dirigido por Michael Glückstern (Tom's Dilemma). En el vídeo se mezcla y representa la estética alquimista, con steampunk e imagen actual del artista, así como el número tres como eje: 3 personajes, 3 localizaciones, 3 épocas, siendo el track 3 del disco.[cita requerida]

### Orígenes Secretos
En 2020 realizó una canción original para la banda sonora de la película Orígenes Secretos de David Galán Galindo. Se trata de una colaboración con Elphomega con producción de R De Rumba y coros de Klau Gandía y Carlos Porcel, quien también se encargó de algunos arreglos del tema. La colaboración entre el rapero zaragozano y el malagueño surgió a petición del propio director, que se reconoce como seguidor del rap en castellano.

### Retiro indefinido
El 27 de junio de 2022 anunció su retiro indefinido de los escenarios desde marzo de 2023.
A finales de diciembre de 2024 le fue otorgada la Medalla de Oro al Mérito en las Bellas Artes aprobada por el Consejo de Ministros, a propuesta del ministro de Cultura español.

### Regreso a los escenarios y nuevos proyectos
Tras casi dos años de inactividad, Kase.O anunció en noviembre de 2024 su regreso a los escenarios con motivo de la celebración de sus 33 años de carrera musical. El rapero confirmó una gira exclusiva para 2025, que incluye actuaciones en festivales como Río Babel (Madrid), Weekend Beach Festival (Málaga), Pirata Beach Festival (Valencia) y un concierto especial en el Navarra Arena (Pamplona), así como una gira por México con paradas en Monterrey, Ciudad de México y Guadalajara.
El impulso para su regreso surgió tras asistir como invitado al 30º aniversario de SFDK, donde afirmó haber sentido “la chispa” para volver a los escenarios y conectar con su público.
En mayo de 2025, Kase.O colaboró con el cantautor catalán Albert Pla en el sencillo "Todo me va bien", marcando su primer trabajo conjunto en casi tres décadas. La canción fusiona el estilo lírico y reflexivo de Kase.O con la teatralidad y el enfoque provocador de Pla, resultando en una pieza que aborda temas de conformismo y crítica social con un tono irónico.
La colaboración fue presentada en vivo el 14 de mayo de 2025 en el programa La Revuelta de RTVE, donde ambos artistas interpretaron la canción y discutieron su proceso creativo.

## Posturas y activismo

### Apoyo al boicot cultural a Israel
En septiembre de 2018, Kase.O fue uno de los más de 140 artistas que firmaron una carta abierta publicada en The Guardian, en la que se instaba al boicot del Festival de Eurovisión 2019 si este se celebraba en Israel. La misiva argumentaba que, mientras los palestinos no disfruten de libertad, justicia e igualdad de derechos, no debería normalizarse la situación con un estado que les niega sus derechos básicos. Entre los firmantes también se encontraban artistas como Brian Eno, The Knife, Wolf Alice y Fermin Muguruza.

### Apoyo a la libertad de expresión
En mayo de 2018, Kase.O convocó una concentración en Zaragoza en apoyo al rapero Valtonyc, condenado por enaltecimiento del terrorismo e injurias a la Corona. Durante la protesta, defendió la libertad artística y expresó que "no puede entrar una persona a la cárcel por hacer obras de arte".
Ese mismo año, participó en un concierto por la libertad de expresión en el Palma Arena, compartiendo escenario con artistas como Pablo Hasel y Valtonyc.

### Campañas contra el racismo
En 2011, Kase.O colaboró en el tema "Rap vs Racismo", una iniciativa liderada por El Chojin para su álbum "El ataque de los que observaban" que reunió a varios artistas del género para denunciar el racismo y promover la tolerancia.

## Polémicas

### Vacunas
En 2020 protagonizó diversas polémicas en los medios de comunicación respecto a los posibles efectos adversos de las vacunas. Este tipo de comentarios se produjeron durante la pandemia de Covid-19, por lo que fue objeto de multitud de críticas que le hicieron corregir su afirmación y pedir disculpas públicas, aunque sigue manteniendo su derecho a dudar de la vacuna.

### Su comentario de las "paguitas"
En octubre de 2023, el rapero Kase.O se vio envuelto en una controversia a raíz de una entrevista en El Español en la que abordó temas como el esfuerzo de las nuevas generaciones y las ayudas económicas del Estado. En sus declaraciones, Kase.O afirmó que percibía en muchos jóvenes una actitud de espera ante ayudas estatales, lo que él llamó "paguita", en lugar de perseguir una profesión o pasión. Expresó que "a la gente le encantaría que le dieran una paguita suficiente para comer y ya está" y que sentía que los jóvenes de hoy estaban "dormidos" y distraídos por el sistema. Además, criticó lo que llamó "pensamiento único", aludiendo a que quienes expresan ideas distintas pueden ser criticados o malinterpretados. Las declaraciones provocaron reacciones intensas, especialmente en redes sociales, donde algunos lo acusaron de desconexión con la realidad de los jóvenes y de emplear terminología asociada a la extrema derecha.
Kase.O respondió a las críticas a través de su cuenta en Twitter, aclarando que su intención no era generalizar y disculpándose con quienes pudieron sentirse aludidos. Explicó que se refería a una sensación personal y reconoció que "no es omnisciente" respecto a las experiencias de los jóvenes, muchos de los cuales enfrentan dificultades que él mismo podría no conocer. Además, indicó que desconocía que el término "paguita" tuviera connotaciones políticas específicas, y reiteró que no sigue debates políticos, ya que no le interesan personalmente. El rapero defendió su derecho a expresar sus opiniones sin alinearse políticamente, manifestando que su enfoque en el ámbito social y económico va más allá de ideologías tradicionales. También se identificó como "librepensador, antimonárquico, antifascista y antirracista".
En la entrevista, Kase.O también se mostró escéptico respecto a la inclusión de lenguas cooficiales en el Congreso de los Diputados, a pesar de que él mismo es aragonés y el aragonés es una de las lenguas reconocidas. Comentó que aunque "es bonito apoyar a las minorías", le parecía que el tema se usaba para distraer de problemas más urgentes, como la pobreza o las deficiencias en sanidad y educación. Más tarde, tras recibir críticas sobre esta postura, el rapero pidió disculpas en Twitter por el tono empleado en su respuesta, admitiendo que "la había cagado" al no valorar suficientemente el trabajo de quienes defienden la diversidad lingüística, como el diputado aragonés Jorge Pueyo. Kase.O aclaró su profundo respeto por la Fabla Aragonesa y la cultura de su tierra, y pidió perdón a quienes defendían la preservación de las lenguas minoritarias.
Finalmente, Kase.O aprovechó para expresar su visión sobre la tolerancia política, defendiendo la unidad y el respeto entre personas de distintas ideologías. Según el rapero, "el amor debería estar por encima de la política", y llamó a quienes evitan relacionarse con personas de ideologías opuestas a "evolucionar espiritualmente". Subrayó la importancia de la libertad de pensamiento y el diálogo más allá de los discursos polarizados, y concluyó que, aunque no encaje en una etiqueta política específica, se considera un "libre pensador" que prioriza la humanidad sobre cualquier ideología.

### Controversia por actuar en festivales asociados con fondos vinculados aIsrael
En mayo de 2025, Kase.O se vio envuelto en una polémica relacionada con su participación en festivales vinculados al fondo de inversión KKR, señalado por su implicación en proyectos inmobiliarios en territorios palestinos ocupados. Mientras numerosos artistas cancelaron sus actuaciones en eventos como el Sónar en solidaridad con Palestina, Kase.O decidió mantener su presencia en los festivales programados.
El rapero justificó su decisión argumentando que rescindir los contratos no era sencillo legalmente y que muchas personas dependían económicamente de su participación. Además, expresó que "el hecho de no actuar no va a salvar ninguna vida ni va a evitar que sigan las masacres". Como medida compensatoria, anunció que donaría una parte sustancial de las ganancias, una vez cubiertos los gastos y sueldos del equipo, a causas pro Palestina u otras causas solidarias.
El 30 de mayo de 2025, Kase.O publicó un nuevo comunicado en el que lamentó las críticas recibidas por mantener su participación en festivales vinculados a KKR. Afirmó sentirse "defraudado" por las acusaciones de parte de algunos seguidores, explicó que cancelar las actuaciones supondría fuertes sanciones económicas, y reiteró su intención de donar las ganancias a causas en apoyo a Palestina. Finalizó aclarando: "Yo no soy el enemigo. No soy tibio, soy muy duro. No soy un vendido, soy muy valiente".
Esta postura generó críticas por parte de algunos seguidores y colegas, quienes consideraron insuficiente su respuesta ante la situación en Gaza. A pesar de ello, Kase.O reiteró su compromiso con la causa palestina y su intención de contribuir de manera significativa a través de donaciones.

## Alias
Desde que comenzó su carrera artística, Kase.O ha realizado multitud de colaboraciones, en los que ha hecho uso de otros alias alternativos a su nombre artístico Kase.O. Se puso ese alias a sí mismo ya que las letras K, A, S y E eran buenas letras para moverse dentro del ámbito del grafiti, y después le añadió la O. En el recopilatorio de Kool Dj X - Representativos en la canción 100% Cluduos (Rmx) se hace llamar así mismo con el alias Pleysiyou. Otro de sus alias con el que se hace referencia a sí mismo es Jodeculos Ibarra. Circula por Internet otro rumor acerca de que su alias proviene de la conocida marca de relojes "Casio", pero él mismo lo negó en una entrevista realizada en 2008 por la revista Hip Hop Nation. Otros alias conocidos del artista son; Versátil, su cuarto alias, utilizado en su colaboración en el disco "Supervillanos de alquiler" de Hablando en Plata, Javat utilizado en el disco "Block massacre" de Dogma Crew y en el LP de R de Rumba, y Javato Jones en la maqueta "Ahuizote" de (Pablo, 2005). En su canción "Javat y Kamel" hace alusión a otro sobrenombre, Ningún tipo de orden. haciendo referencia a su alias Kaos también nombrado en la canción "Solo importa el rap", de Violadores del Verso y Xhelazz, y en "Laboratorio de Hip Hop" de Violadores con Supernafamacho. Además, en el tema Javat y Kamel también insinúa que otro de sus alias es Palmera, o "La palmera que se dobla pero aguanta el huracán". Tras su aparición en las fiesta de Azuara, donde entonó temas suyos junto a la Charanga (como "Cantando", de su etapa en Violadores del Verso) se le conoce también con el título de "El rey del rap rural".

## Discografía

### En solitario
- "Pre-Maqueta" (1993)
- "Rompecabezas" (Maqueta) (1994)
- "Dos Rombos" (Maqueta) (1995)
- "Mierd@" (Maxisencillo) (1999)
- "Kase.O Jazz Magnetism" (álbum) (2011)
- "Kase O Tutorial La Mixtape" (2015)
- "Previo" (Maxisencillo) (2015)
- "El Círculo" (álbum) (2016)
- "Remixes Y Regalos + Dentro Del Circulo" (Maxi, Remixes, Documental) (2019)
- "El Círculo en directo" (2019)
- "Divertimentos Vol.1" (Maxisencillo) (2020)
- "Divertimentos Vol.2" (Maxisencillo) (2021)
- "Divertimentos Vol.3" (Maxisencillo) (2022)

### ConVioladores del Verso
- "Violadores del Verso" "Violadores del Verso" (EP) (1998)
- "Violadores del Verso + Kase.O Mierda" (Maxi) (1999)
- "Violadores del Verso" "Genios" (LP) (1999)
- "Violadores del Verso" "Atrás" (Maxi) (2001)
- "Violadores del Verso" "Vicios y virtudes" (LP) (2001)
- "Violadores del Verso + Kase.O" (Recopilatorio Boa) (2001)
- "Violadores del Verso" "Tu Eres Alguien / Bombo clap" (Maxi) (2002)
- "Violadores del Verso" "Vivir para contarlo / Haciendo lo nuestro" (Maxi) (2005)
- "Violadores del Verso" "Vivir para contarlo" (LP) (2006)
- "Violadores del Verso" "Gira 06/07 - Presente" (LP) (2007)
- "Violadores del Verso"& "Soziedad Alkoholika" (DVD) (2010)

## Estilo e influencias
Desde sus inicios ha estado influenciado por grandes nombres del hip hop como Nas, Rakim y Guru (Gang Starr), cuyas enseñanzas marcaron su enfoque lírico y su visión del rap como herramienta de expresión profunda.
Sin embargo, su universo musical va mucho más allá del rap. En entrevistas y apariciones como el especial Banda sonora de mi vida (Aragón Cultura), ha señalado la importancia del jazz de Grover Washington Jr., el rock de Rosendo, el soul de Bill Withers y las letras de Joaquín Sabina en su formación musical. Entre todos ellos, destaca a Michael Jackson como su mayor ídolo desde la infancia, especialmente por el impacto del álbum Bad:

"Me regalaron esa cinta de cassette por mi cumpleaños. Michael Jackson es mi ídolo por excelencia, por su música y su cuidadoso trabajo de producción. Con tan solo siete años su música ya me animó a querer ser artista"
Kase.O en Aragón Cultura

Kase.O se distingue por un estilo lírico profundo y técnico, caracterizado por rimas internas, métricas complejas y un enfoque introspectivo que aborda temas como la crítica social, la espiritualidad y la salud mental. Su música fusiona el rap con géneros como el jazz, el soul y el rock. Este eclecticismo se refleja en proyectos como Kase.O Jazz Magnetism, donde fusiona el rap con elementos del jazz, creando una propuesta innovadora dentro del panorama musical español.

## Impacto cultural
Kase.O ha dejado una huella profunda en la cultura hip hop en español, siendo ampliamente reconocido como uno de los pilares fundamentales del género.
Kase.O fue colocado en el puesto número dos en la lista de los «50 grandes raperos en la historia del rap en español», publicada por la revista estadounidense Rolling Stone.
Su álbum El Círculo (2016) no solo fue un éxito comercial, obteniendo el Disco de Oro, sino que también fue nominado al Grammy Latino como Mejor Álbum Urbano, consolidando su posición como referente artístico en el ámbito hispanohablante.
En reconocimiento a su contribución a las artes, en diciembre de 2024, el Gobierno de España le otorgó la Medalla de Oro al Mérito en las Bellas Artes, destacando su papel en la promoción y desarrollo de la música urbana en el país.
También, tenemos a varios artistas como Akapellah,Santa Fe Klan, Foyone, Hoke,Dani Martín,Leiva,Coque Malla,Aczino, Trueno, Acru, Wos entre otros han mencionado al rapero español como una inspiración o han elogiado su música. También, el streamer Xokas o el futbolista Borja Iglesias ha sentido admiración por su música.

## Colaboraciones

### En solitario
1994
- Vamos a por él - DJ Potas (con Kase O) [Posse]
- Zaragoza zulú - (Freestyle) (D. J. C., Spi, Lírico, Kase O, MC Twist Presion, B Boy J, Rapid, General D, Hate)  Dj Potas [Posse]
- Revolución - Claan (con Kase O) [Claan]
- De la Jota - Claan (con Kase O) [Claan]
- Violadores del Verso - Gangsta Squad (con Kase O y Hate) [… Es tan solo un aviso]

1995
- Nuevo imperio (Freestyle) - El Puto Sark (con Kase O, Lírico, Hate, Nacho C, Rapid, Wet y Mr. Twix) [Estado de locura]
- Rymax Kynzeanyerax - El Puto Sark (con Kase O y Crazy Dasy) [Estado de locura]
- Más rápido - Hardcore Street (con Kase O) [El camino a seguir]
- Cultura - Hardcore Street (con Kase O) [El camino a seguir]
- Así es como anda - Dj Potas (con Kase O) VV. AA. [Zaragoza zulú]

1996
- Yo tampoco soy de Bufank - Bufank (con Kase O, Lírico, Potas, Rapid, Craneo, Brutal) [Bufank]
- La historia interminable - Bufank (con Kase O y Lírico) [Bufank]
- Enfermos - D.J.C. (con Kase O) [Este es el secreto]
- El mismo consumismo - Psicohiphopatas (con Kase O) [Psicohiphopatas]

1997
- Dando a luz (A3Bandas Remix) - Bufank (con Kase O) [Rap en la calle]
- 100% Cluduos RMX - Kool DJ X (con Kase O) [17 representativos]
- 100% croudos - Kool DJ X (con Kase O) [17 representativos]
- Alboraya - Albert Pla (con Javier Ibarra y Quico Pi de la Serra) [Veintegenarios en Alburquerque]

1998
- La del rollo - Yinfin (Con Kase O) [La Taberna del Picoteo]
- Odio - Frutas y verduras (Con Kase O)
- Domingos de cal - Frutas y verduras (Con Kase O)

1999
- A mí no me lo cuentes - SFDK (Con Kase O) [Siempre Fuertes]
- A mí no me lo cuentes Version Extendida - SFDK (Con Kase O) [Siempre Fuertes Version Vinilo]
- Demasiados microfonos y corazones vacios - SFDK (Con Kase O) [Siempre Fuertes]
- Muchos BPMS - (Kase O, Payo Malo y El P*** Coke)

2000
- En el cielo no hay alcohol - Jotamayúscula (Con Kase O) [Hombre negro soltero busca…]
- De costa a Costa - El P*** Coke (Con Kase O y Payo Malo) [El P*** Coke Alias El 5.º Elemento]
- En mi ciudad hace caló - Mala Rodríguez (Con Kase O) [Lujo Ibérico]
- Una Vez Más Improvisando - Giro (Con Kase O) [De Kioltape 2000]

2001
- Billete de ida hacia la tristeza - Míos Tíos (Con Kase O) [Más Líos]

2002
- No se conforman - Pablo (Con Kase O y Lechowski) [Promo 2002]
- Nana - El Puto Coke (Con Payo Fornieles y Kase O) [Un rayo de Soul]
- Pásatelo - La Puta OPP (Con Dobleache, Kase O y Dave Bee) [Chanelance]

2003
- Esa Mujer - Acheset (Con Kase O) [Esa mujer]
- Javato Jones (Bonus Track) - Acheset [Esa mujer]
- La era de las frutas - Frutas y verduras (Con Kase O) [El Menú de Luis]
- Capítulo IX - Hablando en plata squad (con Versátil alias Kase O) [Supervillanos de alquiler]
- Chúpala - Dogma Crew (Con Kase O) [Block Massacre]

2004
- Bonus track Libre - Kid Nacho (Con Kase O) [Contacto con el plástico]
- No hay destino - Prome (Con Kase O) [Subversión]
- Outro Mousse de veneno - Eykeyey Rey (Con Kase O) [Eykeyey Rey]
- Ke no hay alcohol - Jotamayúscula (Con Kase O) [Una Vida Xtra]
- Ya estamos muertos - Jotamayúscula (Con Kase O, Capaz Fernández, Sicario, Kultama y Supernafamacho) [Una Vida Xtra]
- Quieres - R de Rumba (Con Kase O y Kami [R de Rumba]
- Javat y Kamel - R de Rumba [R de Rumba]
- El niño quiere volar - Frutas y verduras (Con Kase O)

2005
- Mienten - Kase O y Kamel [BSO del documental Bagdad Rap]
- Dos minutos - Pablo (con Jab Jones) [Ahuizote]
- Nací muerto - Sr. Rojo (Con Rush y Kase O) [Estado mental Madrid ciudad]
- Bonus track: Libre - Kid Nacho (Con Kase O) [Contacto con el plástico]
- Vete a casa - Falsalarma (con ToteKing y Kase O) [Alquimia]
- Algo de Jazz - Erik B (Con Lírico y Kase O) [Larga vida al rey]

2006
- Holístico - Pablo (Con Kase O) [Holístico]
- Dos minutos - Jotamayúscula (Con Kase O) [Camaleón]

2008
- Kase-O (Violadores del verso) - Dj Yata [Clases de disciplina vol. 1]
- Amarga bilis - Sr. Rojo (Con Kase O) [Madrid aprieta]
- El tren - Shotta (Con Kase O) [Sangre]

2009
- Libertad - Lude (Con Kase O)
- Ego sin límite – Kase O freestyle - Dj Down [Trabajos manuales 2 – Recorta, pega y colorea]
- We speak Hip Hop - Grandmaster Flash (con Abasi, Kase O, Maccho, Abass y KRS-One) [The bridge]
- Como el Sol - Científico (con Kase-O & R de Rumba) [Seguimos perdiendo]
- Kase O & Frutas y Verduras - Himno CF  Santo Domingo Juventud
- Muere - R de Rumba & Xhelazz(con kase O) [De vuelta al estudio: remixes y rarezas]

2010
- Tributo a Mr. Scarface - Hazhe (Con Kase O) [Universal Language]
- Psico mosaico prosaico - Hazhe (Con Kase O) [Universal Language]
- Hip Hop sin ley - Acheset (Con Kase O) [Como pez en el agua]
- Pan caliente - Capaz (Con Kase O) [Último cigarro]
- Cuando Iras - Rapsusklei (Con Presion y Kase O)[Pandemia]
- Tema inédito - Kase O y Erik Beller (Directo Zaragoza Realidad) [Rapper's Delight]

2011
- Interludos - Ossian ViGa (Con Kase O) [Cuerpo y poesía]
- Perdiendo la religión - Guante Blanco (Con Aarón Baliti y Kase O) [Moonglasses]
- Rap vs. Racismo - El Chojín (Con Lírico, Santo, El Langui, Kase O, Nach, Locus, Osse, Nerviozzo, Sho Hai, Zatu, Gitano Antón, Titó y Xhelazz) [El ataque de los que observaban]
- Espacio vital - SFDK (Con Sho Hai y Kase O) [Lista de invitados]

2012
- Filosofía y letras Remix - Kase O y La Tribu Selektahs
- Fiesta veraniega - Kamikaze (Con Kase O) [Raíces y asfalto]
- Tienen Soul - Toteking & Shotta  (Con Kase O) [Héroe]
- Juntos en esto - Lírico (Con Kase O) [Un antes y un después]
- Kiki Sound Kamikaze (Con Kase O y Mucho Muchacho)

2013
- El nivel del bar - Frutas y Verduras (con Kase O y Sho Hai) [Fantasmas y valientes]
- Nuestra Señora del Perpetuo Videojuego - Fominder (Con Kase O)

2015
- No puedes pararme - Original Juan (Con Kase O, Presión, Erik Beeler, Sharif y Hazhe) [Dominican Most Wonted]
- Arriba los buscavidas - Arianna Puello (Con Kase O, Nomah, El Langui, Capaz y Bebe) [Despierta]

2016
- Oh Si! - El P*** Coke (con Kase O) [El P*** Coke ha muerto]
- Kase O - Lo Presenta - [Zaragozatools]
- Libertad - Kiki Sound Kamikaze (Con Kase O) [Semillas]

2017
- Guerrero Psicodélico - Foyone (Con Kase O) [Rico sin denuncia]

2018 
- Dando la nota - Capaz (Con Kase O) [20 Golpes]
- Todo o nada - Nach (Con Kase O) [Almanauta]
- Pequeños lujos - Sho Hai (Con kase O) [La Última Función]
- La Bella Muerte - Sho Hai (Con kase O) [La Última Función]
- Masaje Mental - Xtragos (Con Kase O) [Corazonada]

2019
- El Todo - Ara Malikian (Con Kase O) [Royal Garage]
- Un lazo rojo, un agujero - Coque Malla (Con Kase O) [El astronauta gigante]
- Casino - Diamante Eléctrico (Con Kase.O) [Buitres & co]
- AyaxSenderos de Gloria - Los Chikos del Maíz (Con Kase O) [Comancheria]
- Santa Claus llegó a la ciudad - Najwa (Con Kase O)
- Ella No Veía la Tele - R de Rumba y Porcel (Con Kase O) [Funk Esperience]
- El Protector I - R de Rumba y Porcel (Con Kase O) [Funk Esperience]
- El Protector II Está De Vuelta - R de Rumba y Porcel (Con Kase O) [Funk Esperience]
- Mitad y mitad - Kase O (Con Najwa) (Andres Campos Remix)
- Viejos Ciegos - Kase O (Con Sho Hai y Xhelazz) (Xhelazz Remix)
- Orígenes Secretos - (Kase.O, Elphomega & Klau Gandía) [B.S.O. Orígenes Secretos]
- Los Abrazos Prohibidos - Vetusta Morla (Joaquin Sabina, Leiva, Kase.O, Rozalén...)

2021
- RapSinCorte L - Foyone (Con Kase O, Elio, Ptazeta, Ayax, Prok, Spok, Craneo, Bejo, Easy-s, Moneo, Fercosta, Dollar, Sofia gabanna, Tote, Las Ninyas, Recycled J)
- Grandtema - Cash Flow · Zokone · Kase O · DJC SPI · Blizard · Xtragos · Pablo Carro
- Esto No Para - kase O (Remix DJC&SPI)
- La Ciudad del Rap - Crew Peligrosos Jke, Cristian Montoya (Con Kase O)
- Pequeño Marinero Con Pipa - (Kase O Con El Museo Pablo Gargallo, Zaragoza)

2022
- Ringui dingui - Kase O (Con Zatu) (Andres Campos Remix)
- Nada De Nada - Sho hai (Con Kase O) [Polvo]
- Te Pone Bien - Sho hai (Con Kase O) [Polvo]
- Espasticidad - Langui (Con Hugo Montilla y Kase O, Prod. Acción Sanchez) [Espasticidad]
- Ya Saben Donde Estoy - ElDobleZero (Con Sho Hai, Ossian y Kase O) - [Hechos, No Palabras]

2023
- Señores del Brunch - SFDK (Con Kase O) [Inkebrantables]
- Bendecidos - (Kase O, Akapellah, Can, Santa Suerte, Aleman, Santa fe klan, Al2, Foyone, Mondragon, Norick)
- En la Cresta del Ahora - Chambao (Con Kase O) [En la Cresta del Ahora]
- Llaves Y Gafas - ElAitor (Con Kase O) [Vida En Baja Fidelidad]

2024
- Kill Em All - Solok.Os & SabioBeats (Con Kase O) [Criminal Minded]
- La Última Ronda - El Momo (Con Kase O) [Artesania]
- Niños Maravilla - Los Diozes (Con Kase O) [Hotel Maligno]
- Siempre Conectados - DobleZero (Con Kase O & RdeRumba)

2025
- Todo Me Va Bien - Albert Pla (Con Kase O)

### ConVioladores del Verso
2000
- Nadie lo haze como yo - Hazhe (con Violadores del Verso) [Con el micrófono en la mano]
- Seguimos en línea - SFDK (con Violadores del Verso) [Desde los Chiqueros]

2001
- La rebelión de los máquinas - Hablando en Plata Squad (con Violadores del Verso) [A sangre fría]
- Suizaragoza II - Gran Purismo (con Violadores del Verso)
- Línea D-4 - Frank-T (con Violadores del Verso) [90 kilos]

2003
- Pasa la vida - Chulito Camacho (con Violadores del Verso) [Las heridas del corazón]
- Laboratorio Hip Hop - Supernafamacho (con Violadores del Verso) [Inédito del laboratorio]
- Oye Zaragoza - Webbafied (con Violadores del Verso)

2004
- Fe - (Violadores del Verso) VV. AA. [Zaragoza realidad]

2006
- Violadores del Verso y Zone NYC Inedito

2007
- Para Ser El Primero - Violadores del Verso -  San Silvestre Vallecana
- Para Ser El Primero Remix - Violadores del Verso -  San Silvestre Vallecana
- Fuego camina conmigo - ElPhomega (con Violadores del Verso) [El testimonio Libra]
- Solo importa el Rap - Xhelazz (con Violadores del Verso) [El soñador elegido]

2008
- Política del miedo Rap Solo Remix - Soziedad Alkoholika (con Violadores del Verso) [Mala Sangre]

2011
- La cúpula - Sho Hai (con Violadores del Verso) [Doble Vida]

2020
- Rap Superdotado - Kase O (con Violadores del Verso) (Cutyjazz Remix) [El Círculo]

2022
- Unicos - Sho Hai (con Violadores del Verso) [Polvo]

## Filmografía
| Año  | Título    | Rol      | Notas                                                             |
| ---- | --------- | -------- | ----------------------------------------------------------------- |
| 2023 | Matusalén | El mismo | Cameo, y al mismo tiempo Alberto San Juan hace el papel de Kase.O |